# Pallavicini család

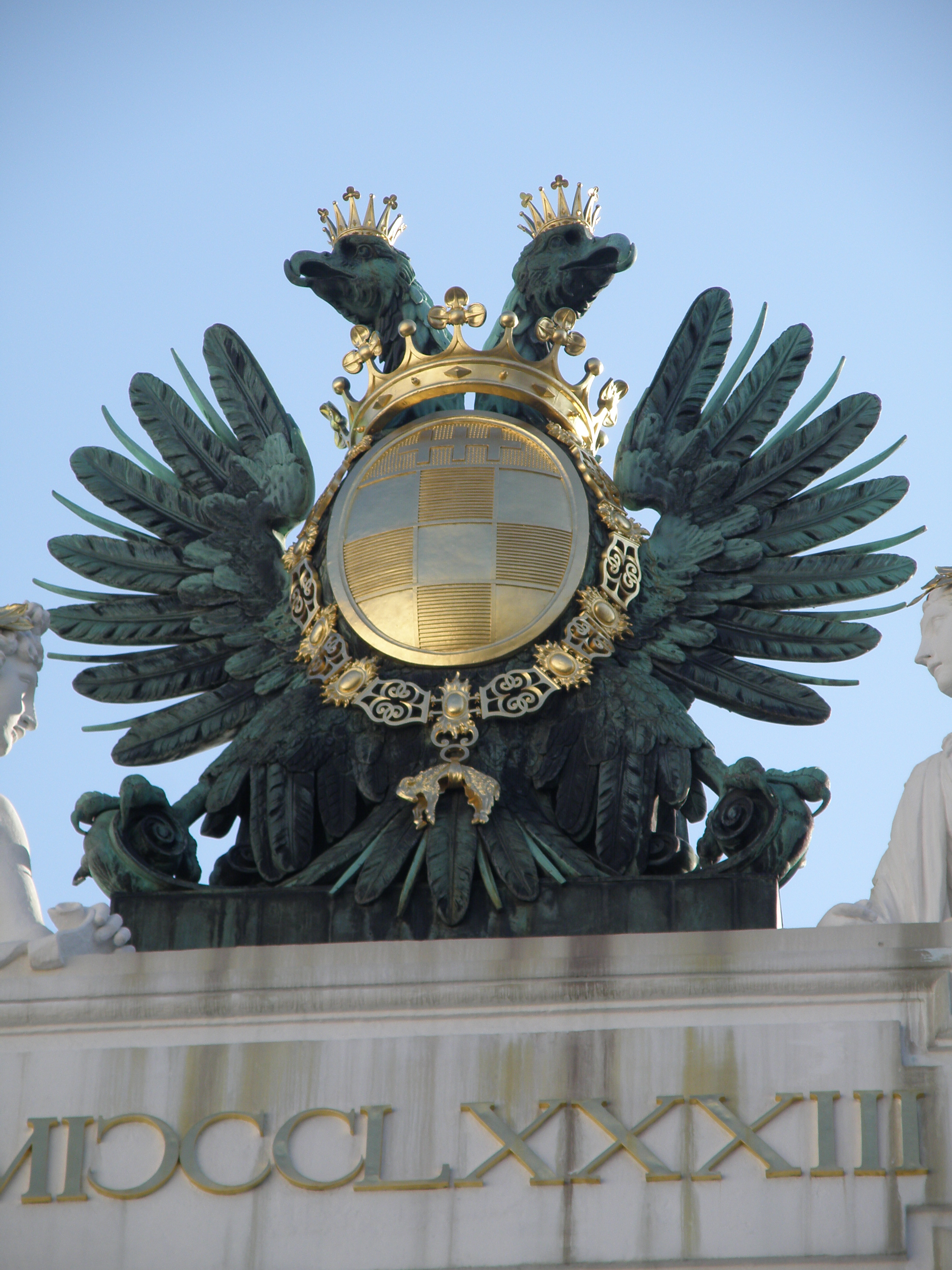
A Pallavicini család címere (Hofburg, 2011)

A Pallavicini család első írásos említése 960-ból származik. A família 1360. június 2-án kapott őrgrófi (marchese=márki) rangot, amelynek magyarországi és ausztriai használatát 1868-ban erősítette meg az uralkodó. Érdekesség, hogy ez volt az egyetlen főúri család, amely az idegen eredetű őrgrófi címmel élt huzamosabb ideig Magyarországon.

## A család története

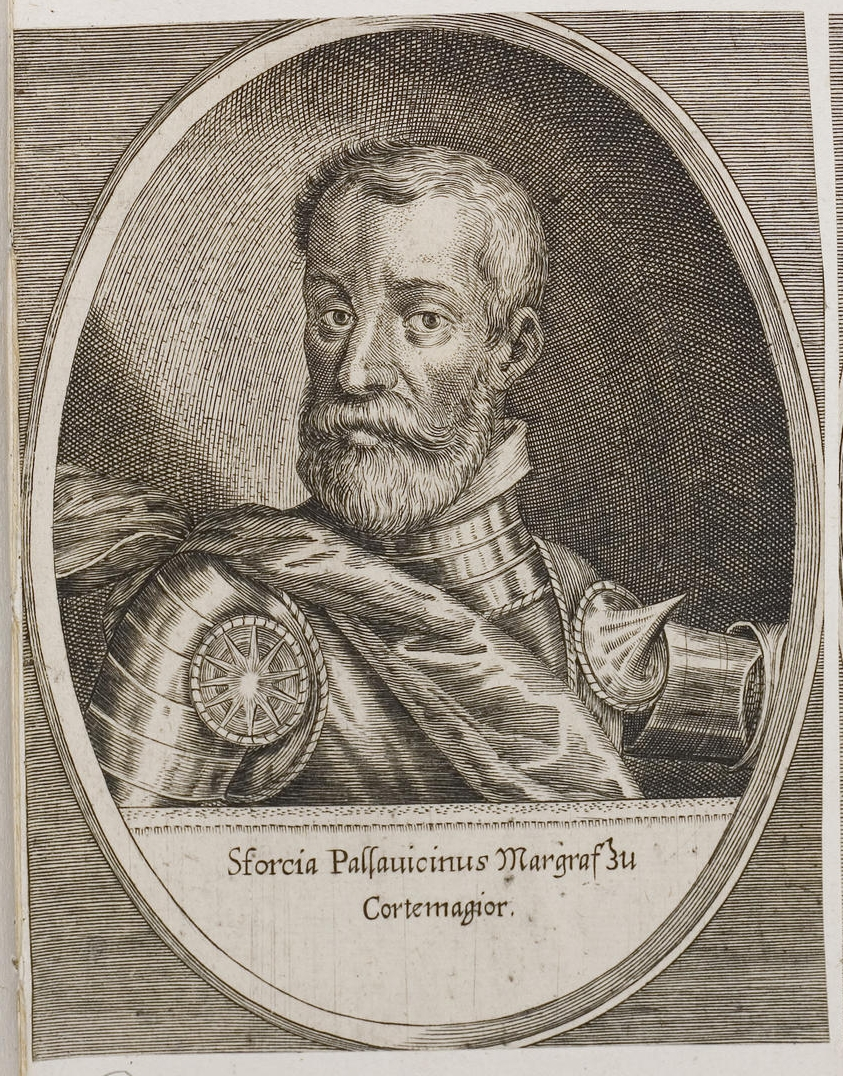
Pallavicini Sforza (1519–1585), magyarországi és erdélyi zsoldosvezér, a Velencei Köztársaság tábornoka

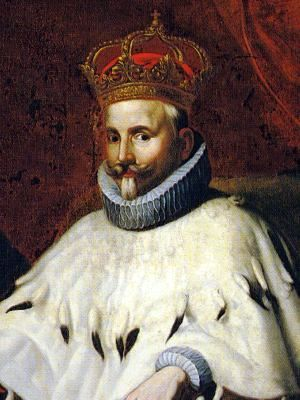
Agostino Pallavicini (1577–1649), 103. genovai dózse (1637–1639), Korzika királya

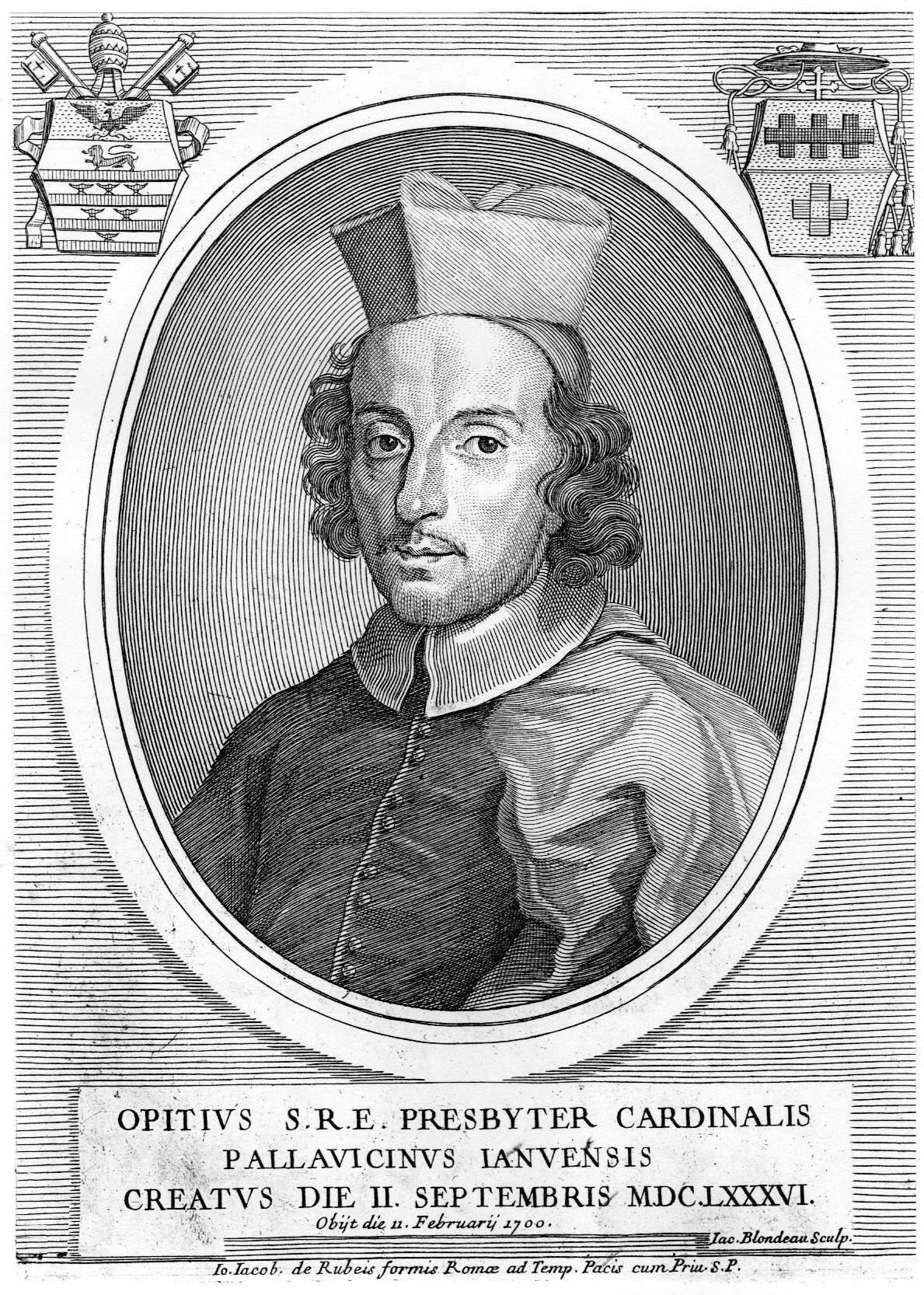
Opizio Pallavicini bíboros (1632–1700), spoletói érsek

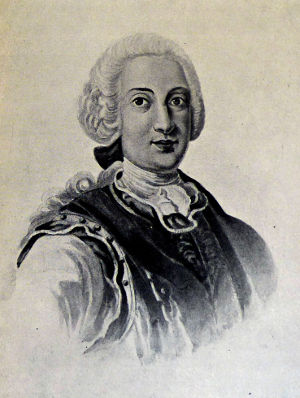
Őrgróf Pallavicini János-Lukács (1697–1773)

A Pallavicinieknek négy főága volt – a lombardiai, a varanói, a genovai és a rospigliosei. A família talán legismertebb tagja Sforza Pallavicini bíboros volt, aki megírta a tridenti zsinat történetét. A család első tagja, aki kapcsolatba került Magyarországgal, szintén a Pallavicini Sforza nevet viselte – ő a család lombardiai ágából származott, és az 1540-es erdélyi hadjárat egyik vezetője volt. Közreműködött Fráter György meggyilkolásában. 1552. augusztus 11-én a palásti csatában török fogságba került és csak négyévnyi fogság után szabadult. 1585-ben halt meg.

### Pallavicini János-Lukács őrgróf (Gianluca Pallavicini)
A hazánkban jelentős birtokossá váló Pallaviciniek a család genovai ágából származtak. Pallavicini János-Lukács (*Genova, 1697. szeptember 23. –† Bologna, 1773. szeptember 27.) őrgróf 1731-ben a Genovai Köztársaság követeként került Bécsbe, ahol III. Károly király szolgálatába lépett, és az 1738–39-es török elleni hadjárat idején már a dunai hajóhad parancsnoka volt. 1746-ban Parma ostrománál megsebesült. Ezután a visszafoglalt észak-itáliai tartományok helytartójává nevezték ki, a posztot 1753-ig töltötte be. Pallavicini János-Lukács őrgróf unokaöccsének, Pallavicini János-Károly (1739–1788) őrgrófnak a fia, Pallavicini Edvard (1787–1839) őrgróf 1803. szeptember 29-én I. Ferenc magyar királytól magyar indigenátust (nemesség honosságot) nyert.

### Pallavicini János-Károly (Giovanni Carlo Pallavicini) és felmenői
- A1 Michele Camillo Pallavicini (1648–1731. január 19.), Yebes első grófja. Neje: a Ceva Grimaldi családból való Ceva Grimald Geronima, akinek a szülei Ceva Grimaldi Niccolò és Mulassana Benedetta voltak. Pallavicini Michelle Camillo és Ceva Grimaldi Geronima fia:
  - B1 őrgróf Alessandro Pallavicini (*Genova, 1676. március 15.–†1762. november 2.), Yebes második grófja, földbirtokos. Hitvese: Livia de' Mari (1700–1780), akinek a szülei Stefano de' Mari és Eleonora Spinola voltak; Livia de' Marinak az apai nagyszülei Girolamo de' Mari (1644–1702) Genova 135-ik dózséja 1699 és 1701 között, Korzika királya 1699 és 1701 között és Francesca Gentile voltak. Alessandro Pallavicini és Livia de' Mari gyermeke:
    - C1 őrgróf Pallavicini János-Károly (*Genova, 1739, Október 18.–†Bécs, 1788. Temesvár. március 4.), a császári haderőben 1773-ban elérte az ezredesi rendfokozatot, majd tábornokká nevezték ki. Habelschwerdt ostrománál szerzett érdemeiért 1779-ben megkapta a Katonai Mária Terézia-rendet (MMThO). 1786. december 23-án feleségül vette zicsi és vázsonykői Zichy Leopoldina (*1758. október 14.–†1840. december 23.) grófnőt, gróf Zichy István (1715–1769) földbirtokos, császári-királyi kamarás, a Pálffy-ezred kapitánya, 1761-től Komárom vármegye főispáni helytartója, és gróf Marie Cäcilie von Stubenberg (1725–1763) lányát. Zichy Leopoldina grófnőnek az apai nagyszülei gróf Zichy János (1673–1724), Moson vármegye főispánja, nagybirtokos és báró Maria Anna Theresia von Thalheim (1691–1742) voltak; az anyai nagyszülei gróf Karl von Stubenberg (1696–1736) és gróf Maria Leopoldina Breunner (1699–1727) voltak. Pallavicini János-Károly őrgróf 1788. szeptember 13-án az Örményes melletti, karánsebesi csatában(wd) olyan súlyos sebeket szerzett, hogy 1789. március 3-án Temesvárott elhunyt.[1] Fia:
      - D1 őrgróf Pallavicini Edvard (*Bécs, 1787. március 9. –† Bécs, 1839. április 20.), nagybirtokos, aki 1803. szeptember 29-én I. Ferenc magyar királytól magyar indigenátust (nemesség honosságot) nyert.

#### Pallavicini Edvard: A magyar nemesi honossággal rendelkező Pallavicini család megalapítója
- A1 őrgróf Pallavicini Edvard (*Bécs, 1787. március 9. –† Bécs, 1839. április 20.) – a mindszentalgyői hitbizományi uradalom tulajdonosa – apja vagyonát örökölte, ő általa kapta meg a család a magyar honosságot 1827-ben (a XLIII. törvénycikk értelmében). Felesége: gróf Josephine zu Hardegg auf Glatz und im Machlande (*Bécs, 1784. május 2.–†Bécs, 1850. december 23.) volt, akinek a szülei gróf Johan Franz zu Hardegg auf Glatz und im Machlande (1741–1808), és gróf Maria Magdalena Lodovica Malabaila di Canale (1740–1813) voltak. Az apai nagyszülei Johann Karl Leopold zu Hardegg auf Glatz und im Machlande (1703–1752) és gróf Maria Elisabeth von Sinzendorf (1714–1772) voltak; az anyai nagyszülei gróf Gerolamo Luigi Malabaila di Canale (1704–1773) és erdődi gróf Pálffy Mária Anna (1716–1773) voltak. Pálffy Mária Anna grófnőnek a szülei erdődi gróf Pálffy János (1696–1717) és galánthai gróf Esterházy Amália (1696–1749), nagyszülei pedig erdődi gróf Pálffy János (1663–1751) a Magyar Királyság nádora 1741 és 1751 között, országbírája 1731 és 1741 között és czoborszentmihályi gróf Czobor Teréz (1669–1733) voltak. Pallavicini Edvárd őrgróf és gróf Josephine zu Hardegg auf Glatz und im Machlande frigyéből hat fiúgyermek született, közülük:
  - B1 Pallavicini Alfonz (Bécs, 1807. március 7.–Bécs, 1875. március 7.), császári-királyi kamarás, majd tábornok, főrendiházi tag (1861–75), földbirtokos.[2] Felesége: Gabriele Landgräfin von Fürstenberg-Weitra (Bécs, 1821. március 17.–Bécs, 1895. március 18.), akinek a szülei Landgraf Friedrich Karl von Fürstenberg-Weitra (1774–1856) és herceg Maria Theresia zu Schwarzenberg (1780–1870) voltak. Az apai nagyszülei Landgraf Joachim Egon von Fürstenberg-Weitra (1749–1828) és gróf Sophia von Öttingen-Wallerstein (1751–1835) voltak; az anyai nagyszülei I. Johann herceg zu Schwarzenberg (1742–1789) és gróf Marie Eleonore zu Oettingen-Wallerstein (1747–1797) voltak. Pallavicini Alfonz őrgróf és Gabriele Landgräfin von Fürstenberg-Weitra gyermekei:
    - C1 Leopoldina Karolina (*Bécs, 1845. október 7.–†Bécs, 1928. október 26.), cs. és kir. palotahölgy, csillagkeresztes hölgy. Férje: herceg Paar Károly János (*Bechin, Cseh Királyság, 1834. július 7.–†Bécs, 1917. április 21.), cs. és kir. kamarás, titk. tanácsos, udvari főpostamester, az Aranygyapjas rend lovagja.
    - C2 Terézia (*Bécs, 1846. szeptember 16.–†Bécs, 1916. április 15.). Hajadon.
    - C3 Jozefina Mária (*Jamlitz, 1849. január 22.–†Drezda, 1923. július 14.), cs. és kir. palotahölgy, csillagkeresztes hölgy. Férje: herceg Trauttmansdorf-Weinsberg Károly (*Ober-Waltersdorf, 1845. szeptember 5.–†Bischofteinitz, Cseh Királyság, 1921. november 9.), cs. és kir. kamarás, az Aranygyapjas rend lovagja, nagybirtokos.
    - C4 Gabriella (*Jamlitz, 1851. április 6.–†Guntersdorf, 1883. augusztus 18.), csillagkeresztes hölgy. Férje: báró Ludwigstorff Lipót (*Guntersdorf, 1843. július 17.–†Guntersdorf, 1906. április 25.), cs. és kir. kamarás.
    - C5 Sándor Osvald (Bécs, 1853. május 6. – Bécs, 1933. április 14.) 1903-tól az Aranygyapjas rend és a német rend tiszti lovagja volt, emellett kitüntették a Vaskorona-rend második osztályával. Jogot hallgatott a bécsi egyetemen. Tanulmányai végeztével rövid ideig a szentpétervári osztrák nagykövetségen dolgozott attaséként. Az 1879-es szegedi nagy árvíz után nagy bőkezűségről tett tanúbizonyságot, a károsultakat saját birtokán telepítette le, ezzel megalapítva Sándorfalvát. Neje: sárvár-felsővidéki gróf Széchenyi Irma (1855. június 28. – 1932. október 7.), csillagkeresztes és palotahölgy, akit 1876. június 20.-án vett feleségül Bécsben. Széchényi Irma grófnőnek a szülei sárvár-felsővidéki gróf Széchényi Kálmán (1824–1914), cs. és kir. kamarás, főrend, földbirtokos és gróf von Grünne Karolina (1832–1911), cs. és kir. palotahölgy, csillagkeresztes hölgy. Pallavicini Sándor őrgróf és Széchényi Irma grófnő gyermekei:
      - D1 Károly Mária (*Bécs, 1877. március 21.–†Melton Mowbray, Anglia, 1900. január 15.). Nőtlen.
      - D2 Alfonz Károly (*Bécs, 1883. november 10.–†Bécs, 1958. január 18.), cs. és kir. kamarás, felsőházi tag, az Aranygyapjas rend lovagja, máltai lovag. Felesége: wenckheimi gróf Wenckheim Mária Stefánia Margit (*Nagylévárd, 1898. június 2.–†Bécs, 1977. augusztus 3.), csillagkeresztes hölgy, akinek a szülei gróf wenckheimi Wenckheim István (1858–1923), cs. és kir. kamarás, főrend és gróf erdődi Pálffy Margit (1863–1954) cs. és kir. palotahölgy, csillagkeresztes hölgy voltak. Pallavicini Alfonz őrgróf és Wenckheim Mária grófnő gyermekei:
        - E1 Károly Sándor (*Budapest, 1923. április 12.–†2004. július 25.), máltai lovag. Felesége: gró Azzoni Avogadro Avogara Velence, Olaszország, 1926. március 23.). Gyermekei: 
          - F1 Alfonz
          - F2 Ede

        - E2 Frigyes Sándor (*Budapest, 1924. december 23.). 1.f.: herceg wchnitzi és tettaui Kinsky Mária (*Kromau, 1924. június 5.–†Buenos Aires, 1960. február 14.). 2.f.: herceg Württemberg Ilona (Stuttgart, 1929. június 29.)
        - E3 Sándor Mária (*Budapest, 1929. április 8.–†Bécs, 1983. április 16.), máltai lovag. Nőtlen.
        - E4 Erzsébet Mária (*Szilvásvárad, 1933. december 19.). 1.f.: gróf Arco Ferdinánd (*Gotschdorf, 1921. június 6.–†Pörtschach, 2004. február). 2.f.: Harth Dávid (*East Greenwich, USA, 1927. április 25.)

      - D3 Sándor Kálmán (*Jamlitz, 1890. november 15.–†Budapest, 1941. december 26.), cs. és kir. kamarás, máltai lovag, a III. oszt. Vaskoronarend, a II. oszt. német Vaskereszt és a Károly csapatkereszt tulajdonosa. Nőtlen.

    - C6 Mária Friderika (*Bécs, 1856. június 12.–†Weinern, Ausztria, 1919. július 23.), cs. és kir. palotahölgy, csillagkeresztes hölgy. Férje: gróf Straten-Ponthoz van der Rudolf (*Brüsszel, 1851. október 7.–†Weinern, Ausztria, 1926. március 1.), cs. és kir. kamarás, máltai lovag
    - C7 Alfonz Ernő (Bécs, 1859. április 25.– Bécs, 1938. október 6.), huszárfőhadnagy., máltai lovag. Nőtlen.

  - B2 Pallavicini Artúr (Bécs, 1810. augusztus 7.– Sopron, 1872. március 8.), a 7. huszárezred kapitánya, földbirtokos. Felesége: gróf Spaur Teréz (1819. március 17.– Weikersdorf, 1902. szeptember 10.), csillagkeresztes hölgy, akinek a szülei gróf Johann Baptist zu Spaur und Flavon (1777–1852), földbirtokos, és gróf Bissingen-Nippenburg Amália (1784–1861) voltak. Az apai nagyszülei gróf Johann Nepomuk von Spaur und Flavon (1724–1793) és gróf Maria Anna von Wolkenstein-Trostburg (1730–1812) voltak; az anyai nagyszülei gróf Bissingen-Nippenburg Ferdinánd (1749–1831) és báró Maria Anna Amalia von Stotzinge (1749–1792) voltak. Pallavicini Artúr őrgróf és gróf Spaur Teréz gyermekei:
    - C1 Ede (Sopron, 1845. július 5. – Fiume, 1914. január 19.), közgazdász és politikus, a főrendi ház tagja, valóságos belső titkos tanácsos, nagybirtokos. 1873-ban vette feleségül székhelyi gróf Majláth Etelkát (*Pécs, 1853. február 2.–† Budapest, 1936. június 16.) csillagkeresztes és palotahölgyet, székhelyi Mailáth György (1818–1883) gróf, országbíró, és báró Stephanie Hilleprand von Prandau (1832–1914) lányát. Házasságukból a következő gyermekek születettek:
      - D1 Eduardina (Budapest, 1877. április 24.– Alhaurin de la Torre, Prov. Malaga, Spanyol Királyság, 1964. február 15.), cs. és kir. palotahölgy, csillagkeresztes hölgy. Férje:  zichi és vásonkeöi gróf Zichy Rafael (Budapest, 1877. március 12.–Felsőszentiván, 1944. november 9.), cs. és kir. kamarás, földbirtokos.
      - D2 Stefánia (Budapest, 1880. február 26.–Budapest,† 1950. január 9.). Férje:  futaki gróf Hadik Béla János (Pálóc, 1870. május 13.– Budapest,1912. március 7.), Zemplén vm. főispánja, a főrendiház örökös tagja, a Magyar Földhitelintézet igazgatója, földbirtokos.
      - D3 György (Budapest, 1881. december 5. –Budapest, 1946. január 4.), legitimista politikus, az Aranygyapjas rend lovagja, királyi kamarás, dunántúli főkormánybiztos, tartalékos huszárkapitány, 1916-től a Magyar Labdarúgó-szövetség elnöke, nagybirtokos. Felesége: gróf csíkszentkirályi és krasznahorkai Andrássy Borbála (*Budapest, 1890. január 9. –†Montréal, Kanada 1968. augusztus 18.), akinek a szülei csíkszentkirályi és krasznahorkai gróf Andrássy Tivadar (1857–1905), nagybirtokos, politikus, országgyűlési képviselő, valamint zicsi és vázsonykői gróf[ [Zichy Eleonóra]] (1867–1945) voltak. A házasságból a következő gyermekek születtek:
        - E1 Pálinkás-Pallavicini Antal (Budapest, 1922. július 30. – Budapest, 1957. december 10.), honvéd őrnagy, az 1956-os forradalom kivégzett mártírja. Felesége: Székely Judit (Budapest, 1924. február 23. –Budapest, 1999. szeptember 7.)
          - F1 András (Budapest, 1948. szeptember 23.). Felesége: Papulajova Tamara (1951-1991)
            - G1 Pallavicini Zita Borbála (Budapest, 1971. január 5.) író, újságíró, televíziós személyiség.

        - E2 György Ede Tiszadob, 1912. július 11.–Voszturallag, 4. sz. Juzsnaja tábor, Szovjetunió, 1948. május 27.)
        - E3 Ede Géza (Budapest, 1916. december 26.–2005. december 23., Vancouver) máltai lovag. Hitvese: báró aranyi és szentgerlistyei Gerliczy Ilona Mária (Budapest, 1921. szeptember 2.–Vancouver, 2007. január 10.) Gyermekük:
          - F1 István (Budapest, 1946. május 30.). Felesége: Thompson Judit Diana (Winnipeg, Kanada, 1948. szeptember 28.) Gyermekei:
            - G1 Kristóf (Ottawa, Kanada, 1976. január 20.)
            - G2 Andrea (Toronto, Kanada, 1982. július 1.)

        - E4 Thyra (Theodora Victoria) (Balatonberény, 1914. július 25.–Ivrea, 2017. november 22.). 1.f.: tolnai gróf Festetics Miklós Sándor (Versailles, Franciaország, 1912. december 3.–Brüsszel, 1971. július 3.). 2.f.: Dóra Sándor (Budapest, 1905. február 25.)

    - C2 János (Padova, 1848. március 18. – Pusztaradvány, 1941. május 4.) politikus, nagykövet, földbirtokos, a pusztaradványi Pallavicini-kastély tulajdonosa. Feleségét, Crowe-Reade Georginát (1852. április 1. – Pusztaradvány, 1936), angol főúri család sarját 1879. október 11-én vette feleségül, a házasságból a következő gyermekek születtek:
      - D1 Artúr (Écska, 1880. szeptember 14. – San Francisco, 1968. május 23.), százados, földbirtokos. Feleségét Harnoncourt Alice-t (Alice Fontaine & d'Harnoncourt-Unverzagt) (*1892) grófnőt 1912-ben vette feleségül, akitől 1923-ban elvált. Gyermekeik:
        - E1 Artúr Károly (Écska, 1913. július 29.- San Martin de los Andes, Argentína 1973. május 5.)
        - E2 Antónia Antoinette (Écska, 1915. december 11.), aki 1938-ban Milan Rajic felesége lett.
        - E3 Félix Hubertus János Zsigmond (Écska, 1920. november 3.), aki 1951-ben Anna Teresa Lubomirska hercegnőt vette feleségül.

      - D2 Antal (Écska, 1881. október 5. – 1929. május 24.), alezredes, földbirtokos.
      - D3 János (Pusztaradvány, 1883. április – Heidenheim, 1971. április 7.) konstantinápolyi nagykövet, valóságos belső titkos tanácsos (vbtt), huszárszázados. Neje Solymosy Márta (1892. szeptember 2. – Cleveland, 1992. május 19.), kitől négy gyermeke született:
        - E1 Amália (Pusztaradvány, 1914. január 6.–?)
        - E2 János (Pusztaradvány, 1916. július 18. – 1944. július 10.), a II. világháborúban halt meg, Varsónál mell-lövést kapott.
        - E3 Gábor (Torna, 1922. február 28.-?)
        - E4 Éva (Martha Iris Maria) (Torna, 1923. október 2.-?)

    - C3 Antal (Salzburg, 1850. november 23.–Baden bei Wien, 1916. február 11.), altábornagy, cs. és kir. kamarás, altábornagy, m. kir. testőrhadnagy, a III. o. Vaskoronarend tulajdonosa. Nőtlen.

  - B3 Pallavicini Irén (Irene) (1811. szeptember 2. – Bécs, 1877. január 31.); aki 1830. október 22-én Aloys Nikolaus von Arco–Stepperg grófhoz (1808-1891), Habsburg–Estei Mária Leopoldina főhercegnő és Ludwig von Arco gróf legidősebb fiához ment férjhez.
  - B4 Alfréd (*Bécs, 1813. december 21. –†Ófalu, 1890. március 13.), földbirtokos. Neje: Bartock Veronika (*Brzezina, 1818. február 14.–†Ófalu, 1902. szeptember 22.). Pallavicini Alfréd őrgróf és Bartock Veronika gyermekei:
    - C1 Terézia (*Rosdol, Galícia, 1841. január 14. –†Kassa, 1906. szeptember 24.). Férje: báró hernádvécsei és hajnácskeöi Vécsey Dénes Ágoston (*Hernádvécse, 1827. június 23. –†Pusztabérc, 1891. január 25.)
    - C2 Adolf (*Rosdol, Galícia, 1844. február 15. –†Boldva, 1921. január 3.). Felesége: bárczai Bárczay Anna (*Kér, 1855. május 15. –†Nizza, 1929. május 21.), akinek a szülei bárczai Bárczay János (1813–1886), Torna vármegye főispánja, földbirtokos és nemes Szathmáry Király Anna voltak. Pallavicini Adolf őrgróf és Bárczay Anna gyermekei:
      - D1 Alfréd (*Abaúj-Szemere, 1873. július 8. –†Abaúj-Szemere, 1929. december 16.). Felesége: báró felsőszilvási Nopcsa Ilona (*Szacsal, 1883. május 1. –†Róma, 1963. január 24.), a Máltai Lovagrend tb. hölgytagja, akinek a szülei báró felsőszilvási Nopcsa Elek (1848–1918), cs. és kir. kamarás, a főrendiház örökös tagja, országgyűlési képviselő, a Magyar Nemzeti Színház és a m. kir. Operaház intendánsa és gróf Zelenka-Zelenski Matild Henriette (1852–1938) voltak. Pallavicini Alfréd őrgróf és Nopcsa Ilona bárónő gyermekei:
        - E1 Alfréd Ferenc (*Újarad, 1909. szeptember 20. –†New York, 1995. december 4.), máltai engedelmességi lovag. Nőtlen.
        - E2 Károly (*Újarad, 1911. május 16. –†Róma, 1999. január 15.), vegyész, máltai hivatásos jogi lovag. Nőtlen.
        - E3 Hubert Elek (*Újarad, 1912. június 7. –†Rapallo, Olaszország, 1998. február 19.), dr. jur., máltai nagy-keresztes hivatásos jogi tartomány-nagy. Nőtlen.

      - D2 Vera Anna (*Abaúj-Szemere, 1876. május 15. –†Budapest, 1964. január 30.). Hajadon.
      - D3 Terézia Mária (*Abaúj-Szemere, 1881. május 29. –†Budapest, 1944. november 19.). Férje: Burchard-Bélaváry Pál (*Budapest, 1873. szeptember 23. –†Budapest, 1932. június 22.), cs. és köv. titkár, huszárkapitány, a Signum Laudis tulajdonosa.
      - D4 Mária Georgina (*Kassa, 1891. február 2. –†Budapest, 1974. július 7.). Férje: kesseleökeöi Majthényi Ernő

  - B5 Pallavicini Roger (*Bécs, 1814. november 21. –† Sajószentpéter, 1874. február 1.), az őrgróf Csáky-Pallavicini ág megalapítója. Felesége, a református vallású  vajai és luskodi gróf Vay Eulália Jozefa Petronella Erzsébet Zsuzsanna (*Miskolc, 1812. január 28.–†Budapest, 1873. december 8.), körösszeghi és adorjáni gróf Csáky Zsigmond (1805-1873) egykori felesége.[3] Vay Eulália grófnő szülei gróf vajai és luskodi Vay Ábrahám (1789-1855), főispán, nagybirtokos, országgyűlési követ, és kazinczi Kazinczy Zsófia (1794-1843) voltak. Vay Eulália grófnőnek az apai nagyszülei báró vajai és laskodi Vay József (1752-1821), földbirtokos és bocsári Mocsáry Erzsébet (1757-1813) voltak; az anyai nagyszülei kazinczi Kazinczy Péter (1747-1827), Zemplén vármegye alispánja, aranysarkantyús vitéz, földbirtokos és kiscsoltói Ragályi Zsuzsanna voltak. 
  - B6 Osvald Oswald (*Bécs, 1817. június 2. –†Pinnye, 1877. június 12.), cs. kir. kamarás, alezredes. Felesége: gróf zichi és vásonkeöi Zichy Ilona Crescentia (*Sopron, 1834. augusztus 9. –†Bécs, 1883. július 12.), cs. és kir. palotahölgy, csillagkeresztes hölgy, akinek a szülei gróf Zichy Károly (1779-1834), nagybirtokos, a magyar udvari kamara elnöke, Pozsega vármegye főispánja, Moson vármegye főispánja, főkamarásmester, és Seilern Crescence grófnő (1799–1875) voltak. Pallavicini Osvald őrgróf és Zichy Ilona grófnő gyermekei:
    - C1 Júlia (*Bécs, 1857. május 10.–†1935. december 15.), csillagkeresztes hölgy. Férje: gróf Schönborn-Wiesentheid Frigyes Károly (*Würzburg, 1847. március 10.–†Wiesentheid, 1913. december 16. )
    - C2 Béla Alfonz (*Sopron, 1858. december 22.–†Bécs, 1938. január 25.), cs. és kir. kamarás. Felesélge: Kyd Mary (Graz, 1861. április 27.–†Graz, 1947. január 4.), akitől két gyermeke született:
      - D1 Ilona Anna (*Graz, 1884. április 27.–†Graz, 1945. június 19.). Hajadon.
      - D2 Alfonz Sándor (*Graz, 1885. október 15.–†Bécs, 1937. február 19.), m. kir. követségi tanácsos. 1.f.: von Weinberg Vera (*Frankfurt am Main, 1897. október 29.)

    - C3 Crescence Ferdinanda (*Pinnye, 1860. május 30.–†Gaiselgasteig bei München, 1938. november 19.), csillagkeresztes hölgy, Mária Jozefa főhercegnő udvarhölgye.

## Pallavicini Antal őrgróf
Pálinkás Antal (szül. Pallavicini Antal őrgróf) (Budapest, 1922. július 30. – Budapest, 1957. december 10.), honvéd őrnagy, az 1956-os forradalom kivégzett mártírja. Az 1989-es rendszerváltás után rehabilitálták és posztumusz ezredessé léptették elő.

## Magyar birtokok
- Budapest - Sándor-Pallavicini palota (Budapest) - A palotát Sándor Móric 1831-ben eladta a Pallavicini családnak
- Szendrő - Csáky-Pallavicini kastély (Szendrő) - Már az 1840-es évektől kezdve Őrgróf Pallavicini Roger tulajdonában és kezelésében állt, majd örökbe fogadott fiáé, Őrgróf Csáky-Pallavicini Zsigmond lett.
- Pusztaradvány - Pallavicini-kastély (Pusztaradvány) - az 1850-es évek közepén épült, 2004-ben szállodaként nyitották meg.
- Szemere - Pallavicini-kastély (Szemere) - A Szemere család építtette, 1850-ben került a Pallavicini család kezébe. A XIX. században klasszicista stílusban építették át. Az egyemeletes kastélyban XV. századi mennyezeti freskónyomok találhatók.
- Kurityán - Pallavicini-kastély (Kurityán) - Építtette Őrgróf Pallavicini Roger
- Szilvásvárad - Erdődy-Pallavicini-kastély. A kastélyt az 1860-as években építették át feltehetően Ybl Miklós tervei alapján, később Erdődi Miklós neobarokk stílusban építtette át. Jelenleg szállodaként működik.
- Tornyosnémeti - Csáky-Pallavicini kastély (Tornyosnémeti) - már nem áll
- Sándorfalva - Pallavicini-kastély (Sándorfalva) - Pallavicini település 1879-es alapítása előtt is állt már a Pallavicini család uradalmi vadászkastélya.
- Ópusztaszer - Pallavicini-kastély (Ópusztaszer) - A Pallavicini-kastély az 1880-as évek végén épült, a II. világháború után államosították
- Budapest - Pallavicini palota (Budapest) - 1882-ben épült Gusztáv Petschacher tervei alapján a Pallavicini család számára, miután a telket a kormánnyal elcserélték a Sándor-Pallavicini-palotáért[4]
- Mosdós - Pallavicini-kastély (Mosdós) - Pallavicini 1892-ben épült